# Victor Papanek
Victor Josef Papanek (Viena, 22 de novembro de 1923 – Lawrence, 10 de janeiro de 1998), também conhecido como Victor Papanek, foi um designer e educador austríaco naturalizado nos Estrados Unidos. Foi um forte defensor do design social e design ecológico de produtos, ferramentas e infraestruturas comunitárias. Seu livro Design for the Real World, publicado originalmente em 1971 e traduzido para mais de 24 idiomas, teve impacto internacional duradouro.

## Início da vida
Victor Papanek nasceu em Viena, Áustria, em 22 de novembro de 1923. Sua mãe, Helene, nasceu em Spitz e seu pai, Richard Papanek, era dono de uma delicatessen judeu. Victor nasceu durante a época em que a Áustria era um estado liderado pelos social-democratas. Ele frequentou a escola na Inglaterra. Seu pai morreu em 1935, enquanto servia no exército francês.
Em 1939, após a anexação da Áustria pela Alemanha nazista, Papanek, aos 15 anos, emigrou para os Estados Unidos, através da Ilha Ellis como refugiado. No ano seguinte, ele deu aulas de alemão na Associação Cristã de Moços (YMCA) de Nova York.
Ao chegar à cidade, estava acontecendo a Feira Mundial de Nova Iorque de 1939-1940, que incluía o trabalho de Raymond Loewy, que serviu de forte influência nas ideias iniciais de Papanek sobre o design como uma forma de democracia. No final da década de 1940, Papanek criou sua primeira consultoria de design com sede em Nova York, chamada Design Clinic.

## Educação
Papanek estudou arquitetura com Frank Lloyd Wright em Taliesin West, no Arizona, em 1949. Papanek se graduou bacharel na Cooper Union em Nova York, em 1950, e completou estudos de pós-graduação em design no Instituto de Tecnologia do Massachusetts (MIT) em 1955.
O emigrante berlinense Paul Zucker teve grande influência sobre Papanek durante seus estudos na Cooper Union.

## Carreira
Papanek desenhou produtos para diversas organizações, incluindo designs para a Organização das Nações Unidas para a Educação, a Ciência e a Cultura (UNESCO) e para a Organização Mundial da Saúde (OMS). A Volvo da Suécia o contratou para um trabalho de design, com o objetivo de criar um táxi para deficientes.
Após investigações sobre o modelo de produção, Papanek trabalhou com uma equipe de design para a criação de um protótipo de aparelho televisivo que poderia ser utilizado nos países em desenvolvimento da África por US$ 9,00 por aparelho (custo em 1970).
Dentre seus produtos projetados, havia também um rádio transistor feito de latas metálicas de comida e alimentado por uma vela acesa, que foi projetado para ser produzido de forma barata nos países em desenvolvimento. Papanek trabalhou também desenvolvendo um método inovador para dispersar sementes e fertilizantes para reflorestamento em terras de difícil acesso. Junto com a equipe de design, foi capaz de desenhar um veículo movido a energia humana capaz de transportar uma carga de meia tonelada, e um quadriciclo de três rodas e pneus largos.
Papanek recebeu diversos prêmios, incluindo uma bolsa Distinguished Designer do Fundo Nacional para as Artes em 1988. No ano seguinte, em 1989, recebeu o Prémio Internacional da Fundação IKEA.

### Ideologia e pedagogia
Em seu livro Design for the Real World, publicado originalmente em 1971, Papanek delineou suas ideias e crenças acerca do design. Suas ideias sobre design iconoclasta, jornalismo e a sua abordagem global única às iniciativas pedagógicas foram uma mudança radical em relação aos movimentos de design vigentes nas décadas de 1960 e 1970. A percepção de Papanek sobre o design era a de um objeto ou sistema funcionando como uma ferramenta política. Por se interessar com todos os aspectos do design e em como o design afetava as pessoas e o ambiente, Papanek sentia que muito do que era fabricado era inconveniente, muitas vezes frívolo e até inseguro.

### Ensino
Durante a maior parte de sua carreira, Papanek ministrou cursos de design. Ele foi professor associado e chefe do departamento de Design de Produto na Escola de Design da Universidade Estadual da Carolina do Norte. Além disso, Papanek lecionou no Ontario College of Art & Design University (OCAD), na Escola de Design de Rhode Island, na Universidade Purdue, no Kansas City Art Institute na Universidade do Kansas e no California Institute of the Arts, onde também foi reitor.

## Morte e legado
Papanek morreu em 10 de janeiro de 1998, em Lawrence, Kansas, aos 74 anos.
O Prêmio Victor J Papanek de Design Social foi co-criado entre a Fundação Papanek, a Universidade de Artes Aplicadas de Viena, o Museu de Artes e Design e o Fórum Cultural Austríaco, para premiar “projetos que sustentassem a visão de Papanek sobre responsabilidade ambiental e/ou social”.
Em 2015, a Parsons School of Design e a Fundação Victor Papanek fizeram um simpósio e exposição, How Things Don't Work: The Dreamspace of Victor Papanek.
Entre 2018 e 2021, o Vitra Design Museum e a Fundação Victor Papanek exibiram uma exposição individual póstuma, Victor Papanek: The Politics of Design.

## Vida pessoal
Papanek foi casado quatro vezes e teve duas filhas. Sua última esposa foi Harlanne Herdman, com quem foi casado de 1966 até o divórcio em 1989, e juntos tiveram uma filha. Também teve uma filha com Winifred N. Nelson Higginbotham, com quem foi casado de 1951 a 1957. Ele frequentemente se referia a Winifred como sua primeira esposa, embora ela não fosse, e o sobrenome "Higginbotham" era do primeiro casamento de Winifred. Suas duas primeiras esposas eram de etnia judia russa do Brooklyn, Ada M. Epstein (de 1949 a 1950) e Anna Lipschitz (de 1944 a 1950).
Em junho de 1945, Papanek tornou-se cidadão naturalizado dos Estados Unidos.

### Livros de autoria de Papanek
- Papanek, Victor (1971). Design para o Mundo Real: Ecologia Humana e Mudança Social, Nova York, Pantheon Books..
- Papanek, Victor e Hennessey, Jim (1973). Móveis nômades: como construir e onde comprar móveis leves que dobram, desmoronam, empilham, derrubam, inflam ou podem ser jogados fora e reciclados, Nova York, Pantheon Books.ISBN 0-394-70228-XISBN 0-394-70228-X.
- Papanek, Victor e Hennessey, Jim (1974). Móveis Nômades 2, Nova York, Pantheon Books.ISBN 0-394-70638-2ISBN 0-394-70638-2.
- Papanek, Victor e Hennessey, Jim (1977). Como as coisas não funcionam, Nova York, Pantheon Books.ISBN 0-394-49251-XISBN 0-394-49251-X.
- Papanek, Victor (1983). Design para Escala Humana, Nova York, Van Nostrand Reinhold.ISBN 0-442-27616-8ISBN 0-442-27616-8.
- Papanek, Victor (1995). O Imperativo Verde: Design Natural para o Mundo Real, Nova York, Tâmisa e Hudson.ISBN 0-500-27846-6ISBN 0-500-27846-6.

### Livros sobre Papanek
- Clarke, Alison J. (2021). Victor Papanek: Designer para o Mundo Real, MIT Press, Cambridge Massachusetts,ISBN 9780262044943
- Kries, Mateo, Amelie Klein e Alison J. Clarke, editores. (2018). Victor Papanek: The Politics of Design, Vitra Design Museum e Fundação Victor Papanek, Weil am Rhein Alemanha,ISBN 9783945852262
- Martina Fineder, Thomas Geisler, Sebastian Hackenschmidt: Nomadic Furniture 3.0 – Neues befreites Wohnen? / Nova Vida Liberada?, MAK Studies 23, Viena, und Niggli Verlag, Zurique, 2017, ISBN 978-3-721209617
- Gowan, Al (2015). Victor Papanek: Caminho de um Profeta do Design, Merrimack Media, Cambridge Massachusetts,ISBN 978-1-939166-72-2